# هاميلتون إس. هوكينز
هاميلتون إس. هوكينز (بالإنجليزية: Hamilton S. Hawkins)‏ هو عسكري أمريكي، ولد في 13 نوفمبر 1834 في كارولاينا الجنوبية في الولايات المتحدة، وتوفي في 27 مارس 1910 في نيويورك في الولايات المتحدة.